# Epicoma tristis
Epicoma tristis är en fjärilsart som beskrevs av Lewin. Epicoma tristis ingår i släktet Epicoma och familjen tandspinnare. Inga underarter finns listade i Catalogue of Life.

## Bildgalleri

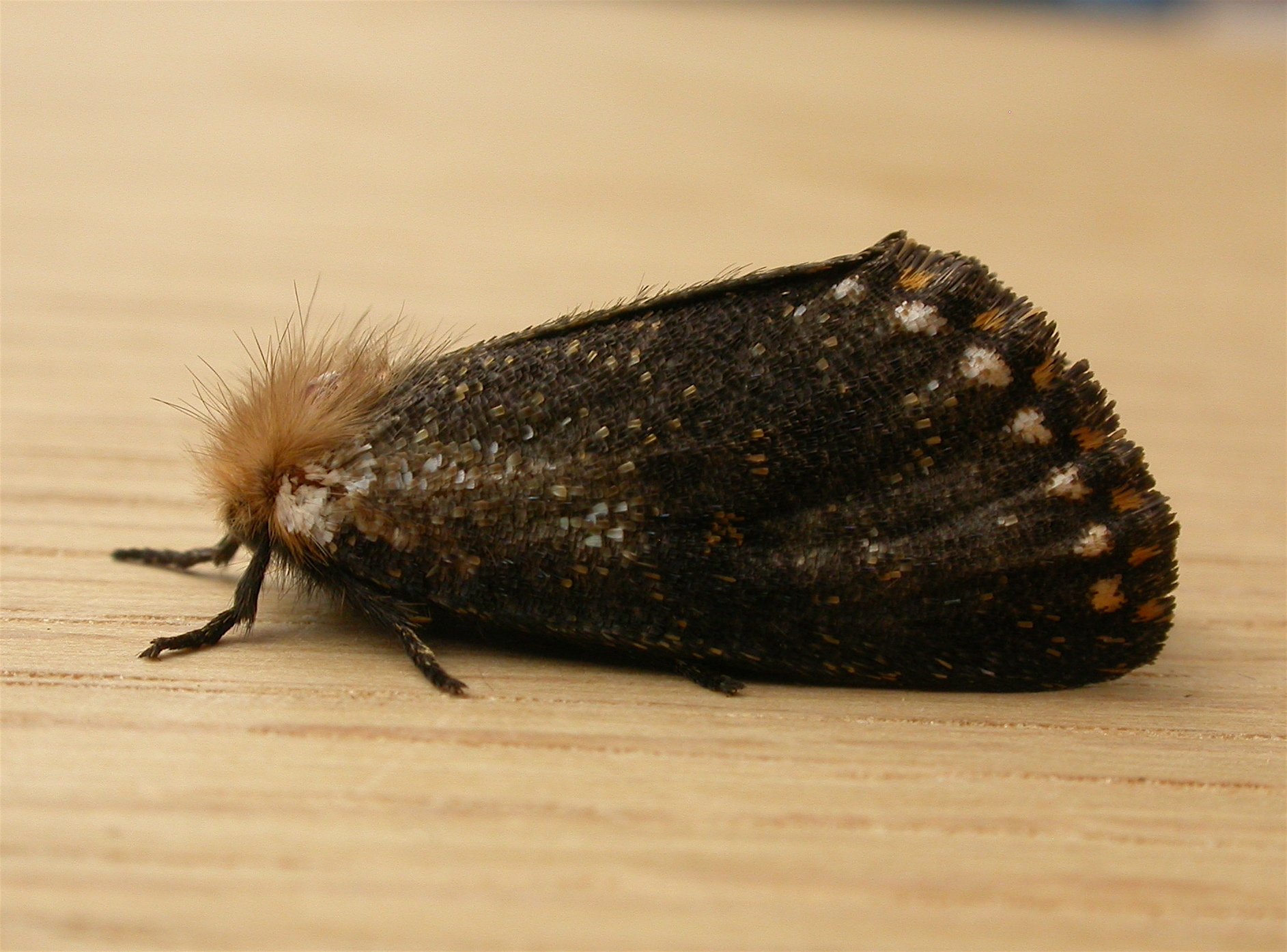